# HMS Abdiel (1941)
HMS Adbiel was een Britse mijnenlegger van de Abdielklasse. De schepen van de Abdielklasse werden vanwege hun grootte echter aangeduid als mijnenkruisers. De schepen waren zeer snel en werden dan ook veelvuldig ingezet in de Middellandse Zee voor de bevoorrading van Malta. De Abdiel zonk toen ze terchtkwam in een mijnenveld dat was gelegd door de Duitse torpedoboten S-54 en S-61.